# REDIAL
Европейская сеть информации и документации о Латинской Америке (REDIAL) — ассоциация, объединяющая специализирующиеся по латиноамериканской тематике организации (библиотеки, научные центры и центры документации) из Германии, Австрии, Бельгии, Словакии, Испании, Франции, Нидерландах, Польше, Великобритании, России, Швеции и Швейцарии. REDIAL — платформа для встречи, позволяющая внести вклад в развитие коммуникации, взаимопомощи и информационного обмена между исследователями, сотрудниками библиотек и документальных центров европейских стран, которые работают в области гуманитарных и общественных наук по латиноамериканской тематике. Российским членом сети является Институт Латинской Америки РАН (ИЛА РАН).

## Базы данных
На своей web-странице REDIAL поддерживает различные информационные и исследовательские базы данных по европейским странам.
- Диссертации латиноамериканской тематики, представленные в европейских университетах
- Резюме статей, опубликованных в европейских журналах по американистике
- Полнотекстовые документы
- Научно-исследовательские центры
- Обучение в аспирантуре
- Европейские исследователи-латиноамериканисты
- Специализированные источники информации
- База данных о европейских web-страницах, посвященных Латинской Америке

## Публикации
- Электронный бюллетень «Europa — América Latina. Puentes para un diálogo» (Европа — Латинская Америка. Мосты для диалога), содержащий новости различных европейских центров латиноамериканистики.
- Научный журнал «Anuario Americanista Europeo» (Европейский американский ежегодник), издаваемый в сотрудничестве с исследователями Европейского совета обществоведческих исследований по Латинской Америке (CEISAL) для распространения трудов европейских латиноамериканистов.

## Организационная структура
REDIAL — это европейская международная некоммерческая ассоциация, действующая на основе бельгийского законодательства. Структуру организации образуют Исполнительный комитет из Национальных координаторов, избираемых организациями-членами каждой из стран, и Общее собрание членов сети.

## История
В 1988 году по инициативе французского Национального центра научных исследования (CNRS) учёные-латиноамериканисты и европейские научно-информационные и исследовательские центры объединились для проведения симпозиума «Системы информации о Латинской Америке в области общественных и гуманитарных наук: баланс для общеевропейского сотрудничества» в рамках 46-го Международного конгресса американистов, который состоялся в Амстердаме.
Участники симпозиума пришли к соглашению об учреждении общеевропейской сети, целью которой стало бы дальнейшее изучение рассматривавшихся в ходе встречи вопросов. Это решение повлекло за собой необходимость создания коллективных рабочих инструментов в области документации для того, чтобы обеспечить обмен создаваемыми в Европе информационными продуктами о Латинской Америке.
С целью оформления и воплощения в жизнь договоренностей, достигнутых в Амстердаме, на базе Высшего совета по научным исследованиям (CSIC) в Мадриде состоялась Общеевропейская встреча, известная как Мадридское собрание (6—7 марта 1989 года). На приглашение откликнулись 35 европейских учебных заведений, исследовательских центров и центров документации, специализирующихся по Латинской Америке. Собрание утвердило план действий, который следовало реализовать в рамках международного объединения, призванного обеспечить непрерывность работы и достижение поставленных целей. Для разработки проекта Устава был создан временный Координационный комитет.
Учредительное собрание REDIAL прошло во Франции (Бордо-Таланс и Сент-Эмильен) с 30 ноября по 2 декабря 1989 г. Членами-основателями стали 35 специализирующихся по Латинской Америке научно-исследовательских центров, библиотек, центров документации, неправительственных организаций и ассоциаций из Германии, Австрии, Бельгии, Испании, Франции, Нидерландов и Великобритании.